# Cannabis en Jamaica

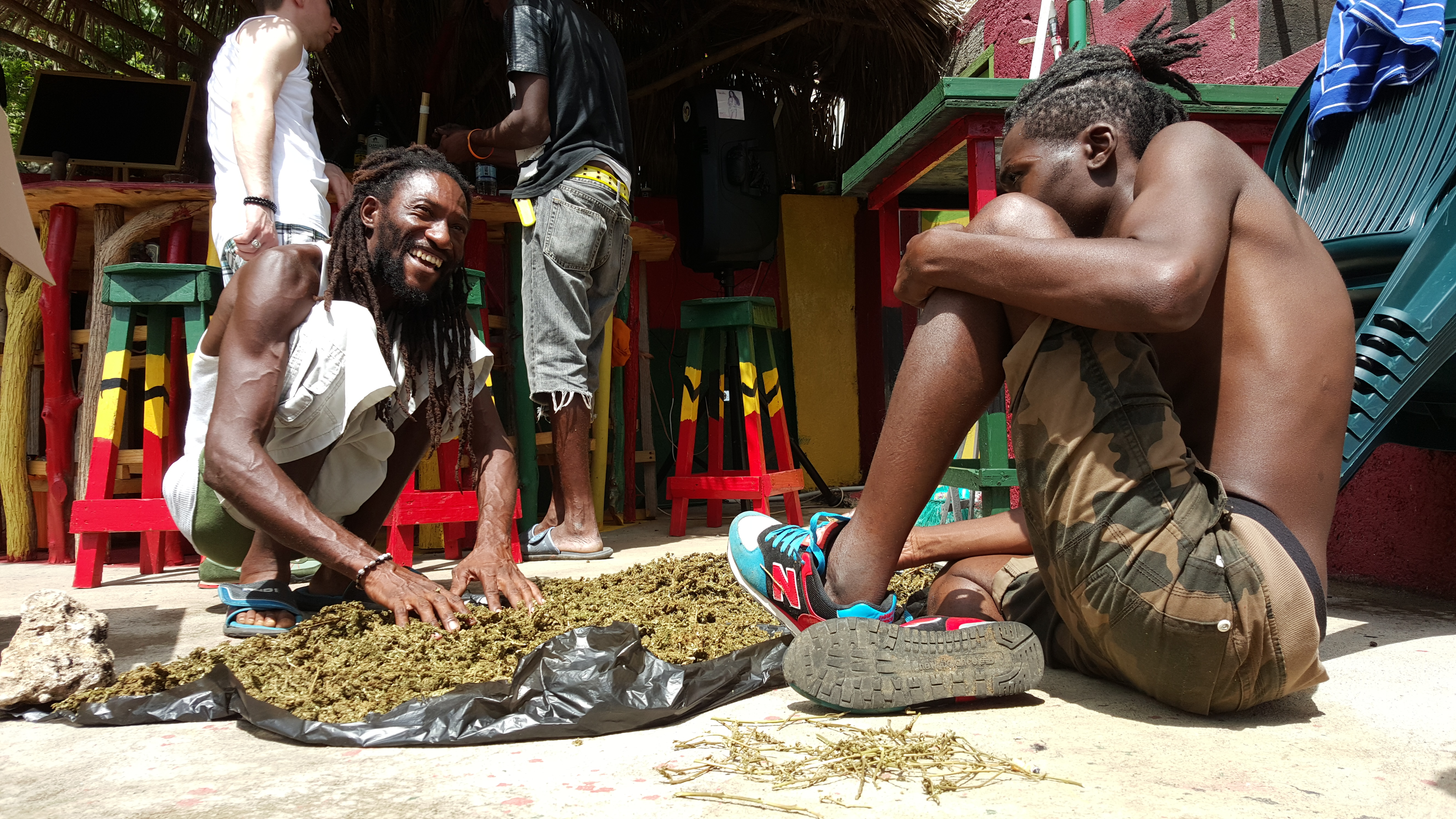
Jamaicanos rastafari descogollando la ganja.

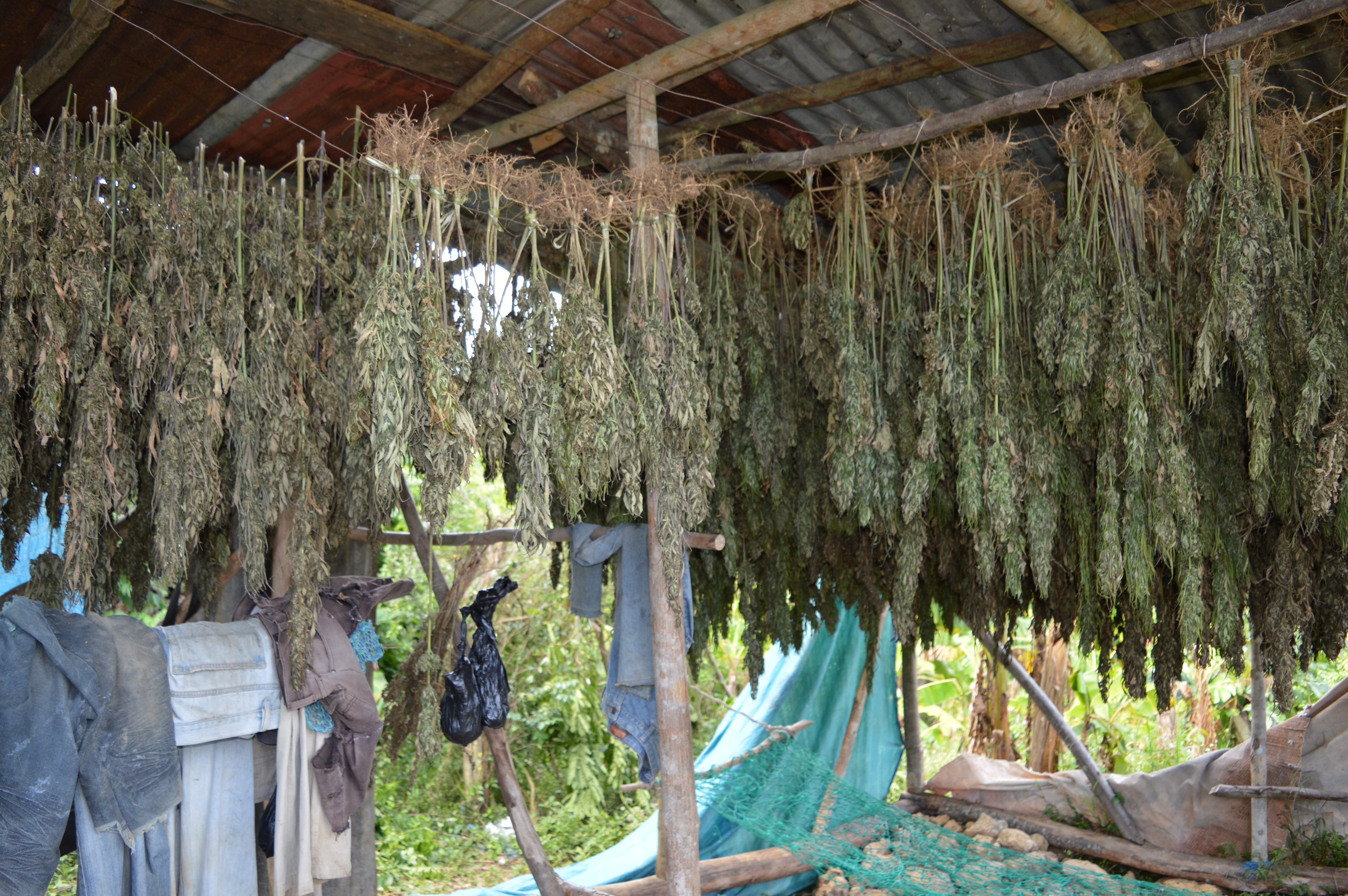
Área de secado de cannabis en la parroquia de Westmoreland, Jamaica

El cannabis en Jamaica es ilegal, aunque la posesión de pequeñas cantidades se redujo a un delito menor en 2015. El cannabis se conoce localmente como ganja, y el consumo de cannabis juega un papel destacado en la imagen internacional de la nación, al estar ligado culturalmente a la música reggae y el movimiento rastafari.

## Historia
El cannabis fue introducido en la colonia de Jamaica en las décadas de 1850-1860 por trabajadores no abonados importados por el gobierno colonial inglés desde la India británica; muchos de los términos utilizados en la cultura cannábica de Jamaica se basan en términos indios, como ganja, chálam o charas.

### Prohibición
El cannabis fue prohibido en Jamaica mediante la Ganja Law 1913, con el apoyo de la élite blanca y el Consejo de Iglesias Evangélicas de Jamaica. Las leyes se endurecieron gradualmente con el tiempo, y los académicos señalan que las duras restricciones entre 1941 y 1961 ocurrieron durante períodos en los que las autoridades temían la agitación entre las clases bajas.

### Comercio
Si bien el consumo de cannabis había sido una costumbre en Jamaica durante más de un siglo, en la década de 1960 los cultivadores de cannabis comenzaron a aprovechar la creciente demanda en Europa y América del Norte, lo que llevó a una mayor aplicación de la ley, pero también a la corrupción de los sistemas políticos y de seguridad por las ganancias del tráfico internacional.

## Despenalización
En febrero de 2015, la legislatura de Jamaica votó para enmendar las leyes nacionales sobre cannabis:
- La posesión de hasta 2 onzas (56,7 g) es un delito menor y no dará lugar a antecedentes penales.[10]
- Se permite el cultivo de cinco plantas o menos.
- Los practicantes de la fe Rastafari pueden usar el cannabis con fines religiosos.
- Los turistas con receta de marihuana medicinal pueden solicitar permisos para comprar pequeñas cantidades.
- Las enmiendas abren la posibilidad de una autoridad que otorgue licencias para ocuparse del cultivo y distribución de marihuana medicinal.
- Jamaica seguirá procesando a los traficantes y combatiendo el comercio internacional de cannabis

## Industria del cannabis
En abril de 2015, Jamaica plantó su primera planta de cannabis legal en el campus de Mona de la Universidad de las Indias Occidentales.
En marzo de 2018, Balram Vaswani, defensor de la legalización de la marihuana desde hace mucho tiempo, abrió el primer dispensario legal de marihuana medicinal, Kaya Herbhouse, en Drax Hall, St. Ann.

## Lectura complementaria
- Beaubrun, Michael H. (1971). The Pros and Cons of Cannabis Used in Jamaica (Working Paper for panel on Youth and Drugs, Costa Rica, January 8, 1971 edición). U.W.I.
- Rubin, Vera (1 de enero de 1975). Cannabis and Culture. Walter de Gruyter. pp. 119-. ISBN 978-3-11-081206-0.
- Murrell, Nathaniel Samuel (1 de enero de 1998). Chanting Down Babylon: The Rastafari Reader. Temple University Press. pp. 131-. ISBN 978-1-56639-584-7.
- Roberts, Thomas B.; Hruby, Paula Jo (1976). Ganja in Jamaica: The Effects of Marijuana Use. Garden City, NY: Anchor. ISBN 0-385-12172-5. Archivado desde el original el 12 de noviembre de 2016. Consultado el 11 de diciembre de 2020.
- Meschino, Patricia (7 de enero de 2015). «Legalize It: Marijuana's Relationship with Reggae and Its Future Prospects in Jamaica». Consultado el 24 de julio de 2015.
- «The Jamaica Situation». Gorilla Seed bank. 20 de octubre de 2015. Consultado el 21 de octubre de 2015.

- Datos: Q22091842